# Christian Bonk

Christian Bonk

Christian Bonk (* 1. Juni 1807 in Leer (Ostfriesland); † 30. Januar 1869 in Pekin (Illinois) / USA) war ein ostfriesischer Kaufmann und Tuchfabrikant. Er gilt als der erste Baptist Ostfrieslands und war Mitbegründer der Baptistengemeinden in Ihren und in Silver Creek (Illinois / USA).

## Leben

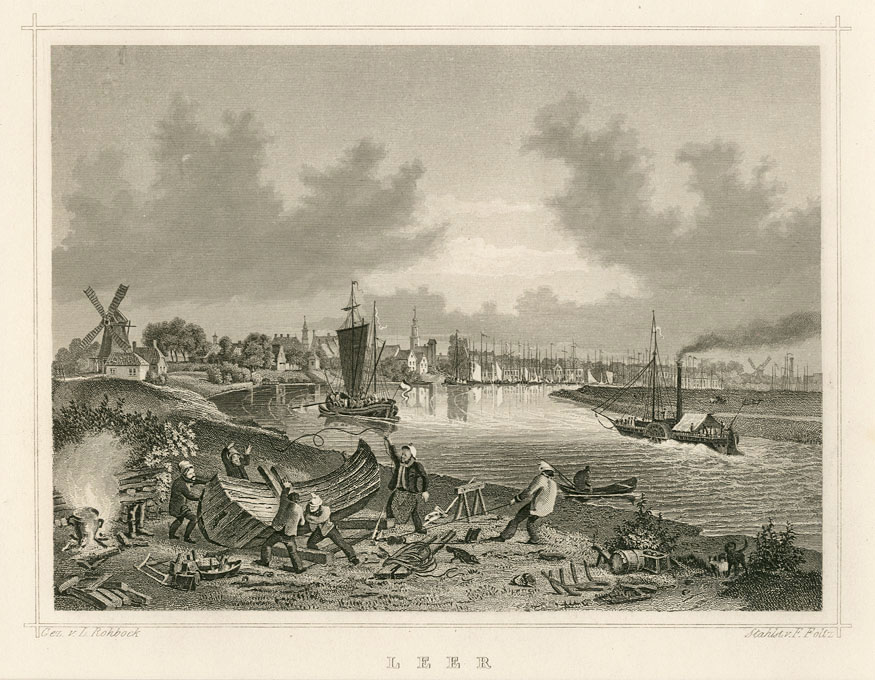
Leer um 1850

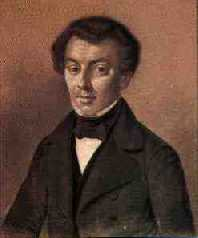
Johann Gerhard Oncken

Christian Bonk war der Sohn des Leeraner Webers Peter Hinrichs Bonk (auch Bunk geschrieben; * um 1760) und dessen Ehefrau Hilke Bruen Alting (* um 1769; † vor 1826). Peter H. Bonk war zeitweilig Deputierter der Weber-Profession und hatte 1819 in dieser Eigenschaft bei der Regierung in Hannover den Antrag gestellt, „die Einfuhr fremder Leinwand zu verbieten oder sie doch wenigstens zu beschränken“. Über die Jugend sowie die schulische und berufliche Ausbildung Christian Bonks ist bislang nichts bekannt. Sein Beruf wird meist mit „Kaufmann“ angegeben; bisweilen wird er auch als „Tuchfabrikant“ oder – so im amtlichen Schriftverkehr – als „Wollfabrikant“ bezeichnet. Bonks Geschäftshaus, die ehemalige Dr. Börnersche Apotheke, lag in der Leeraner Pfefferstraße (heute: Rathausstraße). Die ursprüngliche Konfession Christian Bonks wird gelegentlich mit „evangelisch-reformiert“ angegeben. In einer Immediateingabe vom 28. Januar 1847 erklärte Bonk aber gegenüber dem hannoverschen König Ernst August I. seinen Austritt aus der lutherischen Kirche. Bonk war also Lutheraner, bevor er sich den Baptisten anschloss.

### Begegnung mit Johann Gerhard Oncken
Zu einer ersten Begegnung zwischen Bonk und dem in Hamburg wohnhaften „Agenten“ der britischen Bibelgesellschaft Continental Society for promoting the Gospel Johann Gerhard Oncken, der später zum Gründervater der deutschen und kontinentaleuropäischen Baptistengemeinden wurde, kam es im Jahr 1827. Auf einer Reise von Hamburg nach Rotterdam verteilte er auf der Emsfähre bei Leerort evangelistische Kleinschriften, die bei den Mitreisenden dankbare Annahme fanden. Unter ihnen war auch Christian Bonk, der mit einigen anderen Fahrgästen den Wunsch äußerte, Onckens nähere Bekanntschaft zu machen. Auf seiner Rückreise verbrachte Oncken daher mehrere Tage im Haus der Leeraner Kaufmannsfamilie und nutzte die Gelegenheit, „den Samen des Wortes Gottes auszustreuen“. In einer Rückschau auf diese Begegnungen schrieb Oncken 1855 im Missionsblatt der deutschen Baptisten: „Bei meiner Rückreise durch Leer fand ich zu meiner Freude, dass der dort ausgestreute Same bei meiner Überfahrt über die Ems schon soweit Frucht getragen, dass einige Gläubige der Staatskirche in Leer den Wunsch geäußert hatten, mich persönlich kennen zu lernen. Dies als einen Wink vom Herrn betrachtend, blieb ich daselbst einige Tage und lernte einige sehr liebe, gläubige Seelen kennen, […] die ein Herz für die geistliche Not des Volkes hatten […]. Ich konnte nach und nach einige tausend Exemplare der Heiligen Schrift […] verbreiten und nahe an 100.000 Traktate. Der teure Bruder Bonk in Leer, einer meiner ersten Bekannten, nahm an dieser Wirksamkeit den lebendigsten Anteil.“
Auch der herrnhuterisch geprägte Gottfried Wilhelm Lehmann, der später neben Oncken und Julius Köbner zu den einflussreichen Gründerpersönlichkeiten des deutschen Baptismus avancieren sollte, gehörte zum Bekanntenkreis Christian Bonks. Lehmann stammte aus Berlin, hatte bei seinem Onkel in Leer das Sattlerhandwerk erlernt und sich unter dem Einfluss eines  „erweckten“ Kreises junger Leute bekehrt. Danach war er in seine Berliner Heimat zurückgekehrt. Zwischen Oncken und Lehmann entwickelte sich ab 1830 – wohl durch die Vermittlung Bonks – eine Verbindung, die zunächst in einem Briefwechsel bestand und bald darauf zu einer persönlichen Begegnung führte.

### Gründung der ersten ostfriesischen Baptistengemeinde

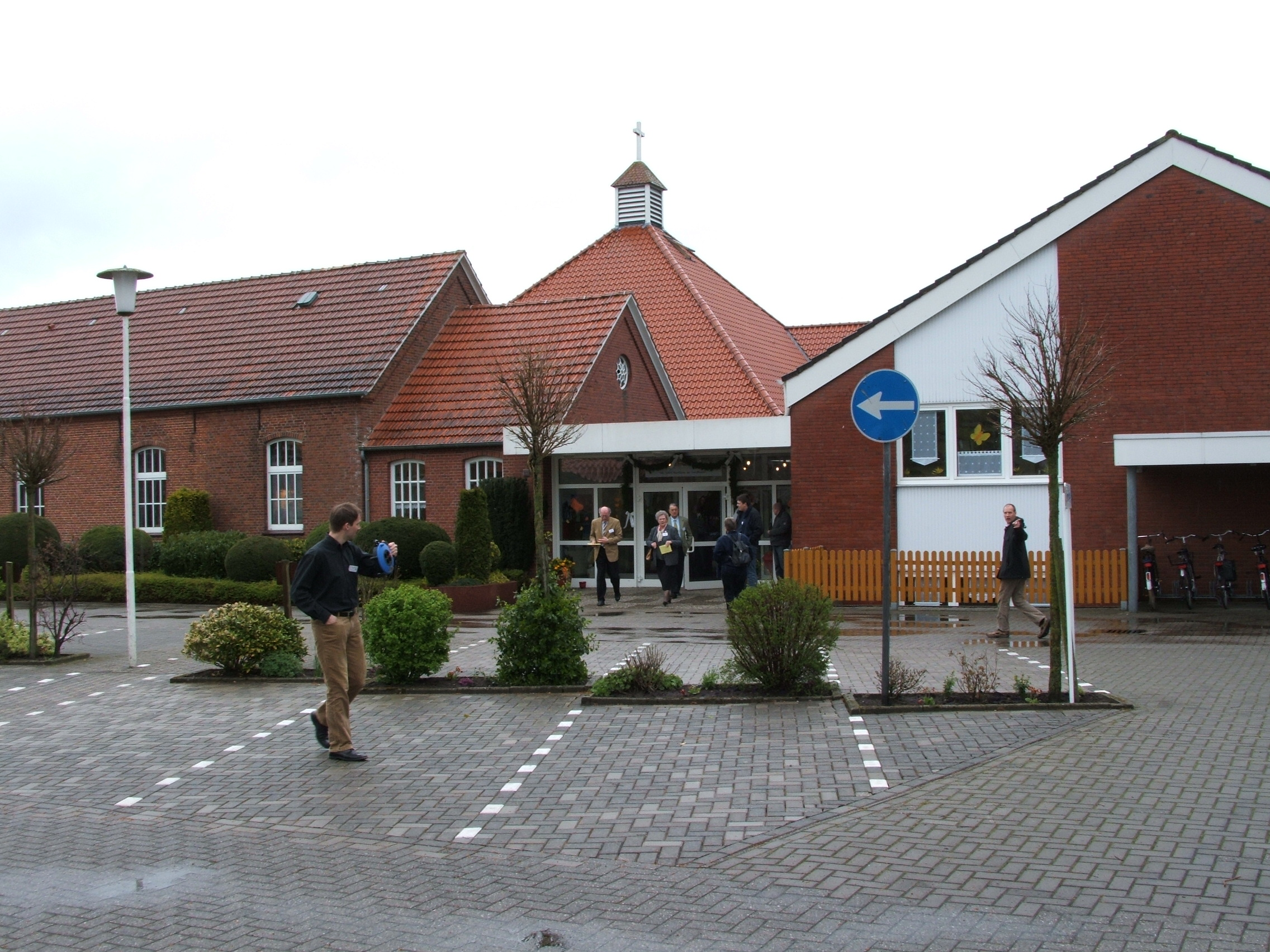
Baptistenkapelle Ihren: Bei dem älteren Gebäude links handelt es sich um die unter Bonks Leitung 1854 errichtete Kapelle.

Im April 1834 ließen sich Johann Gerhard Oncken und sechs weitere Personen von dem amerikanischen Baptistenpastor und Theologieprofessor Barnas Sears in der Elbe bei Hamburg taufen. Die im Anschluss an die Taufe gegründete Gemeinde wurde zur Keimzelle des deutschen und kontinentaleuropäischen Baptismus. Bonk hörte von diesem Ereignis, es sollte aber mehr als elf Jahre dauern, bis er sich der baptistischen Bewegung anschloss. Inzwischen hatte sich auch der bereits erwähnte Gottfried Wilhelm Lehmann von Oncken taufen und zum Ältesten der 1837 gegründeten Berliner Baptistengemeinde einsetzen lassen. 1840 reiste Lehmann nach London und besuchte auf der Rückreise für mehrere Tage seine Leeraner Freunde, darunter auch Christian Bonk. Bei dieser Gelegenheit hielt er „eine sehr gut besuchte Versammlung“ ab. Zum Jahreswechsel 1841/42 hielt Lehmann sich ein weiteres Mal in Leer auf. Christian Bonk sowie der Weber Hinrich Coords waren inzwischen „durch eifriges Studium der Heiligen Schrift […] zur Erkenntnis der Taufwahrheit und des Wesens der biblischen Gemeinde gekommen.“ Nicht unbeteiligt daran waren wohl auch Johann Ludwig Hinrichs und Anton Friedrich Remmers, führende Mitglieder der 1840 in Jever gegründeten Baptistengemeinde, die im Auftrage Onckens seine ostfriesischen Freunde in Leer durch häufige Besuche geistlich betreuten Auch der bereits erwähnte Julius Köbner hatte auf seinen Reisen häufiger Christian Bonk und den Leeraner Kreis besucht.
Am Abend des 18. Oktober 1845 vollzog Johann Gerhard Oncken an Bonk und Hinrich Coords die Taufe.  Die Handlung, die „in einem Kolke bei Leer“ stattfand, erregte großes öffentliches Aufsehen, die Reaktion der städtischen Behörden war aber zunächst zurückhaltend. Als aber ein knappes dreiviertel Jahr später Julius Köbner in dem südlich von Leer gelegenen Dorf Ihren (heute: Westoverledingen-Ihren) neun weitere Personen taufte, mit ihnen, Bonk und Coords am 23. Mai 1846 sogar eine Gemeine getaufter Christen konstituierte und dabei Christian Bonk als Ältesten einsetzte, schritten die staatlichen und kirchlichen Behörden ein. In einem auf den 4. November 1847 datierten Bericht des Auricher Konsistoriums an das Ministerium der Geistlichen und Unterrichtsangelegenheiten wird ausführlich auf die seitens der Obrigkeit und der Geistlichen ergriffenen Gegenmaßnahmen eingegangen. Diese seien aber letztendlich erfolglos geblieben: „Nur kurze Zeit schien die Sache zu ruhen. Unterm 1. September des Jahres 1846 schon berichtete die Kirchenkommission in Leer über schwärmerische Bewegungen in den reformierten Gemeinden in Ihrhove und Großwolde […].“ Auch der „Kaufmann Bonk“ wird in dem Schreiben erwähnt. Er sei „nach allgemeinem Zeugnis [ein] achtbarer Bürger und sorgsamer Familienvater“, lehne allerdings die Taufe seines kürzlich geborenen Kindes strikt ab und habe dem Kirchenrat gegenüber seinen Austritt aus der lutherischen Kirche erklärt. Man sehe sich am Ende der „möglicherweise von uns zu treffenden Maßregeln, da eine Unterdrückung der Verirrungen fanatischer Menschen unmöglich ist.“ Das Königliche Kabinett in Hannover verfügte in seiner Antwort auf diesen Bericht, dass von Zwangstaufen von Kindern aus baptistischen Familien (anders als im Großherzogtum Oldenburg, wo Baptistenkinder unter Anwendung von Polizeigewalt der Taufe unterzogen worden sind) abgesehen werden sollte.
Trotz der äußeren Widerstände erfuhr die Ihrener Gemeinde ein starkes Wachstum. In den Folgejahren entstanden Zweige („Stationen“) in Leer, Weener und weiteren sechs Orten Ostfrieslands. 1849 stellte Christian Bonk den bereits erwähnten Johann Ludwig Hinrichs als offiziell Hauslehrer an, inoffiziell erhielt er jedoch den Auftrag, der jungen Gemeinde als Prediger und Missionar zu dienen. Neben dem inneren Gemeindeaufbau in Ihren widmete sich Hinrichs vor allem der Mission. Er unternahm – zum Teil in Begleitung von Bonk – Reisen in die Niederlande, ins Münsterland, ins Südoldenburgische sowie nach Borkum und ins nördliche Ostfriesland. Christian Bonk sorgte im Zusammenhang dieser Missionsreisen für die Verteilung von Bibeln und christlicher Literatur.
Im Jahr 1854 gelang es der Ihrener Baptistengemeinde unter Bonks Leitung ein Grundstück zu erwerben und gegen den Widerstand des örtlichen Bürgermeisters und einem Teil der Dorfbewohner eine Kapelle zu errichten, die nach nur wenigen Monaten Bauzeit am 25. Februar 1855 eingeweiht werden konnte. Sie ist heute Teil des 1977 errichteten neuen Gemeindezentrums (siehe Bild!).
1858 gab Christian Bonk das Ältestenamt an Harm Willms, den so genannten Theologen im Bauernrock, weiter. Er selbst verzog mit seiner Familie 1859 nach Sandhorst bei Aurich und bewirtschaftete dort das Gut Eschen, das er käuflich erworben hatte. Bonk blieb jedoch Mitglied der Ihrener Baptistengemeinde, die inzwischen über zahlreiche Predigtstationen auf der gesamten ostfriesischen Halbinsel verfügte, darunter auch solche, die sich in der Nähe von Sandhorst (Münkeboe, Moorhusen) befanden.

### Bonks Erklärung im ostfriesischen Amtsblatt
Um 1850/51 verbreitete sich in Ostfriesland die Nachricht, Bonk hätte sich von den Baptisten getrennt und bei den Reformierten um Anschluss nachgesucht. In einer mehrere Seiten umfassenden Stellungnahme, die im Amtsblatt für die Provinz Ostfriesland am 26. Juli 1851 veröffentlicht wurde, trat der Leeraner Kaufmann „zur Ehre der Wahrheit“ diesem Gerücht energisch entgegen. Sein Austritt aus dem „Verbande der lutherischen Kirchengemeinschaft“ und sein „Übertritt in die Gemeinschaft getaufter Christen, auch Baptisten genannt,“ seien aufgrund des göttlichen Wortes „unter vielen und großen Kämpfen und Anfechtungen“ geschehen. Dieser Schritt habe ihn bislang nicht gereut; er fühle sich in seinen „Glaubensansichten glücklich und seelig“, da er ja in diesen Überzeugungen sich „völlig auf biblischem Grunde“ wisse.
Im weiteren Verlauf der Erklärung setzte sich Bonk vor allem mit drei Vertretern der lutherischen Landeskirche auseinander. Sie hatten antibaptistische Schriften verfasst und dabei für die landesweite Ausbreitung des oben erwähnten Gerüchts gesorgt. Es handelte sich bei den Kirchenvertretern um den Nessmer Pastor Johann Ludwig Schatteburg, den Norder Volksschullehrer Meyer sowie um den Victorburer Geistlichen gleichen Namens.

### Gründung der baptistischen Auswanderergemeinde in Silver Creek (Illinois)

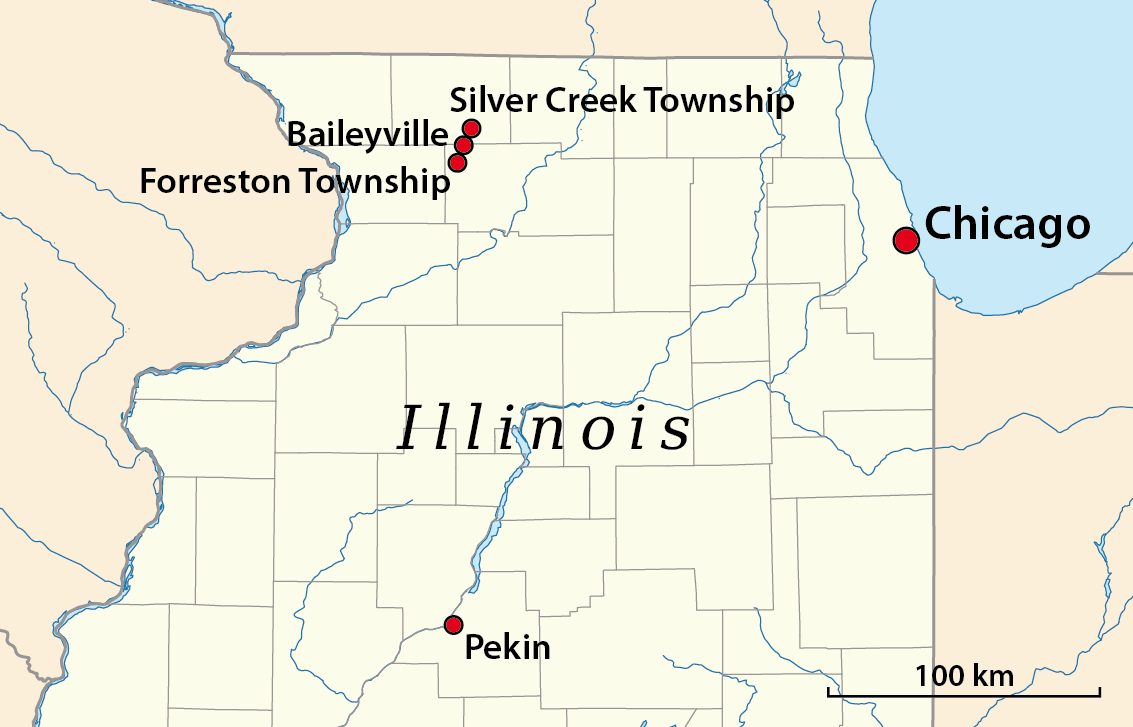
Wohn- und Wirkungsorte Bonks in Illinois (Die Einfügung der Stadt Chicago dient nur der besseren Orientierung)

Im Frühjahr 1865 wanderten 36 Mitglieder der Ihrener Baptistengemeinde mit ihren Familien in die Vereinigten Staaten aus. Im Frühsommer desselben Jahres folgte ihnen Christian Bonk mit seiner zweiten Ehefrau und zwei seiner Kinder. Als letzter Wohnsitz in Deutschland wird in den US-Einwanderungslisten das bereits erwähnte Gut Escher angegeben und als Ankunftstag in den Vereinigten Staaten der 5. Juni 1865. Ausgangspunkt der Auswanderung war Bremen.
Erster Wohnort der Familie war die Kleinstadt Forreston. Bereits zwei Monate später gründeten die Ihrener Auswanderer unter Bonks Vorsitz die First East–Frisian Baptist Church. Gründungsort war das nordöstlich von Forreston gelegene Städtchen Silver Creek.  Im Mitgliederregister der Gemeinde findet sich – wie im sogenannten Urbuch der Gemeine getaufter Christen in Ihren Bonks Name an erster Stelle. Die Silver Creek Gemeinde existiert bis heute, hat allerdings ihren Standort von Silver Creek in das benachbarte Baileyville (Ogle County) verlegt. Von Forreston verzog die Familie Bonk nach Pekin. Gleich nach seiner Ankunft begann Christian Bonk mit der Gründung einer Zweiggemeinde, deren Entwicklung zur selbständigen Gemeinde er aber nicht mehr erlebte.  Anfang August 1868 erkrankte er schwer und verstarb nach einem halbjährigen Krankenlager. Sein Grab, dessen Denkmal bis heute erhalten ist, befindet sich auf dem Friedhof Lakeside Cemetery in Pekin, Tazewell County (Illinois).

## Familie
Christian Bonk war zweimal verheiratet. Die erste Ehefrau Anna Christina, geborene Denekas, verstarb bereits 1846 oder 1847. Aus dieser Ehe gingen mindestens zwei Kinder (ein Sohn und eine Tochter) hervor. 1848 heiratete Bonk die 18 Jahre jüngere Engbertha Benatte Janßen. Mit ihr hatte er drei Kinder (zwei Töchter und einen Sohn), von denen allerdings das erstgeborene Kind kurz nach der Geburt verstarb. Während Bonks erste Ehefrau sich nicht den Baptisten anschloss, ließ sich seine zweite Ehefrau Engbertha ein halbes Jahr nach dem Tod ihres Mannes in der erwähnten Pekiner Zweiggemeinde taufen. 1872 kehrte sie nach Ostfriesland zurück und schloss sich der Ihrener Baptistengemeinde an.